# Scleria fauriei
Scleria fauriei är en halvgräsart som beskrevs av Jisaburo Ohwi. Scleria fauriei ingår i släktet Scleria och familjen halvgräs.
Artens utbredningsområde är Taiwan. Inga underarter finns listade i Catalogue of Life.